# 후세시
후세시(일본어: 布施市)는 일본 오사카부에 있던 시이다. 현재의 히가시오사카시 중부에 해당한다.

## 개요
1937년 4월 1일에 나카가와치군 나가세촌, 후세정, 구스네정, 오기베촌, 오사카정, 미도촌이 합병해 오사카부 하에서 5번째로 시제를 시행해 후세시가 탄생했다.시청은 현재의 히가시오사카시 에이와 2쵸메에 놓여 있었다.
1967년 2월 1일에, 카와치시, 히라오카시와 합병해 히가시오카시가 되어, 구·후세시청은 히가시오사카시청 서쪽 지소가 되었다. 현재는 후세역 앞 상업 시설에도 시 창구가 마련되어 있다.
구 시역은 대체로 오사카시 경계로부터 오사카 중앙 환상선 주변에 해당한다. 구·후세초는 오사카시 동쪽 가장자리와 마찬가지로 다이쇼 말기부터 쇼와 초기에 걸쳐 급속히 시가화된 지역이다.
합병시에 이 지역의 전화국은 다른 2시와 통합되지 않고, 시외 국번은 오사카시등과 같은 「06」이 되고 있다(구시역과 완전하게는 일치하지 않는다). 현재도 경찰(후세경찰서)과 우편(후세우체국)은 구 시역을 관할하고 있다.